# 開運奇遇記
《開運奇遇記》（英語：Luck）是一部2022年美國和西班牙合製的電腦動畫奇幻喜劇片，由佩姬·霍爾姆斯執導，基爾·莫瑞、喬納森·阿貝爾和格倫·伯傑共同編劇，伊娃·諾柏查達、賽門·佩吉、珍·芳達、琥碧·戈柏、弗盧拉·伯格、李利·萊爾·豪艾里、科林·奧多霍諾和約翰·雷森伯格配音。故事描述一名惡運纏身的少女珊珊偶然發現生產和支配幸運的「幸運之地」和支配不惡運的「衰運之地」後，為了扭轉自己的命運展開的連串冒險。
《開運奇遇記》定於2022年8月5日上線Apple TV+。發行後的評價褒貶不一，媒體和影評家對動畫效果與聲演人員的表現給予正面評價，但批評電影的劇本，並認為世界觀建設和情節錯綜複雜。電影入圍第95屆奧斯卡金像獎最佳動畫片角逐名單，但最終未進入決選階段。

## 劇情
珊珊·格林菲爾德（Sam Greenfield）是全世界最倒楣的少女，日常生活都有各種麻煩事發生在她的身上，某天她突然發現一個不可能存在於世上的幸運之地，這裡居然在生產和支配著全世界每日的幸運好事，原本她希望能藉由奇幻生物的帶領，在這裡找到機會扭轉自己的命運，卻未料到自身的惡運過強，導致幸運之地也遭受牽連，她必須硬著頭皮前往衰運之地，希望能把大家的幸運找回來。

## 配音員
- 伊娃·諾柏查達（英语：Eva Noblezada）聲演珊珊·格林菲爾德（Sam Greenfield）
- 賽門·佩吉聲演鮑伯（Bob）
- 珍·芳達聲演龍（The Dragon）
- 琥碧·戈柏聲演隊長（The Captain）
- 弗盧拉·伯格（英语：Flula Borg）聲演傑夫（Jeff）
- 李利·萊爾·豪艾里聲演馬夫（Marv）
- 科林·奧多霍諾聲演傑瑞（Gerry）
- 約翰·雷森伯格聲演魯蒂（Rootie）

## 製作

### 開發
2017年7月，派拉蒙影業與天空之舞傳媒和伊利昂動畫工作室合作，首部動畫電影《開運奇遇記》定於2022年8月5日上映。亞歷山卓·卡洛尼簽約執導，喬納森·阿貝爾和格倫·伯傑編劇。2019年1月，天空之舞動畫聘請前皮克斯動畫工作室以及華特迪士尼動畫工作室的首席創意官約翰·拉薩特擔任動畫部門總監。該決定讓派拉蒙動畫總裁米蕾莉蘇瑞拉（Mireille Soria）宣布派拉蒙影業將不再與天空之舞動畫合作。Apple Original Films取代派拉蒙影業成為製作商之一，並由Apple TV+發行。2020年1月，佩姬·霍爾姆斯取代卡洛尼擔任導演職務。此前，霍爾姆斯曾《奇妙仙子：翅膀的秘密》（2012年）和《奇妙仙子與海盜仙子》（2014年）與拉薩特合作過。《汽車總動員》（2006年）和《Cars 3：閃電再起》（2017年）的編劇基爾·莫瑞（Kiel Murray）也被聘請重寫劇本。

### 選角
艾瑪·湯普遜曾是配音陣容之一，但她在拉薩特加入後退出。2021年2月，珍·芳達簽約聲演龍（The Dragon）。6月，琥碧·戈柏簽約聲演隊長（The Captain）。

## 發行
《開運奇遇記》定於2022年8月5日上線Apple TV+。此前，電影原定於2021年3月19日於院線上映，後延期至2022年2月18日。2020年12月，Apple TV+獲得電影的發行權。

## 評價
《開運奇遇記》獲得媒體和影評家褒貶不一的評價，爛番茄根據95條專業評論（41條好評，46條差評），總結「新鮮度」47%，平均得分5.3/10，網站共識評價寫道：「《開運奇遇記》作為動畫保姆並不惹人討厭，但是它的目標受眾有更多的原創和娛樂選擇」，Metacritic則根據21條評論（3條好評，13條褒貶不一，5條差評），獲得加權平均分數48分（滿分100）。代表「褒貶不一或中庸」。
《每日電訊報》的羅比·柯林給予本片4顆星（滿分5顆星）的評分，稱讚本片「包含了皮克斯自己最近的《巴斯光年》中所沒有的溫暖和獨創性，並且具有他的舊工作室復古作品的態度——，如果不是最高清晰度和工藝的話。」。為《TheWrap》的撰稿的卡洛斯·阿吉拉爾（英語：Carlos Aguilar）稱本片「雖然在最初的幾分鐘表現出明顯的情感弧線，但它在概念上仍具有足够的獨創性，足以在我們遵循其劇本的公式化結構時保持人們的興趣。由此產生的寓言感覺就像一個典型的案例，『你肯定以前見過這個，但不完全是這種方式。』 」。。
有些媒體和影評家則對本片抱持褒貶不一的觀點，《綜藝》的彼得·德布魯格在影評中，稱本片作為新動畫工作室的首度亮相雖不及《玩具總動員》，但對於一群才華橫溢的敘事者來說，是一個吉祥的開始。《黏貼》的艾米·阿馬坦傑洛（英語：Amy Amatangelo）讚賞本片傳遞「厄運只是好運的鏡像，厄運教你如何調整和應對生活帶來的一切」的訊息和為珊珊（Sam）配音的艾娃・諾布札達（英語：Eva Noblezada）的表現，但認為本片的情節過於密集曲折，造成目標觀眾容易分散注意力。
也有的媒體和影評家給予本片負面評價，《衛報》的彼得·布拉德肖（英語：Peter Bradshaw）對本片觀感不佳，給本片2顆星（滿分5顆星）的分數，稱本片「一切看起來都是衍生的和做作的；美學是沉悶的，古怪的高概念就像是《腦筋急轉彎》和《靈魂急轉彎》的翻版」，他還批評劇本設定「毫無魅力和扭曲」。《IndieWire》的大衛·埃利希（英語：David Ehrlich）撰文批評「《開運奇遇記》對一部電影來說，是一個糟糕的主意，執行得非常糟糕，而且是由一個過去所知的傑出人才製作的。關於成品，我可以说的最好的一點是，與大多數形式的壞運氣不同，這個運氣很容易完全避免。」。

## 外部連結
- 互联网电影数据库（IMDb）上《開運奇遇記》的资料（英文）
- 爛番茄上《開運奇遇記》的資料（英文）
- Metacritic上《開運奇遇記》的資料（英文）
- 豆瓣电影上《開運奇遇記》的資料 （简体中文）